# انیمالز از لیدرز
انیمالز از لیدرز (انگلیسی: Animals as Leaders) یک گروه موسیقی سازی پراگرسیو متال آمریکایی از واشینگتن، دی.سی. است که در سال ۲۰۰۷ آغاز به کار کرد.